# Fegatelli
Les fegatelli di maiale alla toscana (foies de porc à la toscane) sont un plat ancien typique de la cuisine toscane. Bien qu'ils nécessitent une préparation assez simple, on les trouve souvent en boucherie prêts à cuisiner.

## Histoire
Il existe des informations sur ce plat dans un livre de cuisine du XIVe siècle et le poète Pierre l'Arétin le mentionne également dans ses écrits, qui attribue aux Florentins l'usage « d'habiller » les foies (c'est-à-dire de les enrober de crépine). 

## Recette
Les fegatelli se composent de morceaux de foie de porc enveloppés dans une crépine. Traditionnellement, deux arômes typiques de la cuisine toscane sont utilisés : les feuilles de laurier et les graines de fenouil sauvage. L'utilisation de bâtonnets de laurier ou de tiges de fenouil sauvage pour fermer les foies serait prévue dans la recette originale, mais ils sont souvent remplacés par des cure-dents en bois plus pratiques. Le meilleur récipient pour la cuisson des foies de porc toscans est une poêle en terre cuite classique. Une fois cuits, « ils se conservent quelques mois […], en les plaçant après cuisson dans une casserole remplie de saindoux mis à bouillir », une pratique également utilisée pour des raisons purement gastronomiques.

## Curiosité
Ce plat est synonyme de gourmandise. Cela se révèle par son utilisation dans de nombreuses chansons populaires. L'une des différentes versions d'une chanson de carnaval répandue dans diverses villes toscanes est rapportée dans un livre de prose florentin daté de 1737, qui se lit comme suit :
Carnoval non te n'andare (Carnaval, ne t'en va pas),

Ch' io t'ho fatto un bel cappello (Je t'ai fait un beau chapeau),

A ogni punto un fegatello (À chaque maille un foie) ;

Te n' avresti a contentare (Il faudrait être content) […]